# Sphegigaster scutaecus
Sphegigaster scutaecus is een vliesvleugelig insect uit de familie Pteromalidae. De wetenschappelijke naam is voor het eerst geldig gepubliceerd in 2007 door Narendran & Harten.